# نگورو-جی
نگورو-جی (به ژاپنی: 根来寺 Negoro-ji) مجموعه ای از معابد آیین بودایی در شمال ایواده، واکایاما در استان واکایاما در ژاپن است.